# Stage Fright
A Stage Fright videó a brit Motörhead zenekar 2005-ben kiadott koncertfilmje, melyet az előző év végén rögzítettek Németországban, és a zenekar fennállásának 30. évfordulójára jelent meg. Nem csak ezt a kerek évfordulót, hanem a 10 éve együtt zenélő aktuális Motörhead felállást is köszöntötték ebben a formában.
A koncert a 2004-es Inferno album lemezbemutató turnéjának düsseldorfi állomása volt. A különleges effektekkel, választható kameraállásokkal kiegészített filmet nemcsak az eredeti koncerthanggal, de a zenekar kommentárjával is meg lehet nézni. A képfelvétel HD technológiával készült, a hang pedig Dolby surround hangzással szólal meg.

## A koncert dalai
Live at the Philipshalle, Düsseldorf – 90:00
1. "Dr. Rock"
2. "Stay Clean"
3. "Shoot You in the Back"
4. "Love Me Like a Reptile"
5. "Killers"
6. "Metropolis"
7. "Over the Top"
8. "No Class"
9. "I Got Mine"
10. "In the Name of Tragedy"
11. "Dancing on Your Grave"
12. "R.A.M.O.N.E.S"
13. "Sacrifice"
14. "Just 'cos You've Got the Power"
15. "Going to Brazil"
16. "Killed by Death"
17. "Iron Fist"
18. "Whorehouse Blues"
19. "Ace of Spades" videóklip
20. "Overkill"

## Közreműködők
- Ian 'Lemmy' Kilmister – basszusgitár, ének, szájharmonika
- Phil Campbell – gitár, akusztikus gitár
- Mikkey Dee – dobok, akusztikus gitár

## Bónusz DVD
- We Are The Road Crew (Documentary) – 47:37
- The Making of Stage Fright DVD – 5:58
- Fans – 3:56
- Testimonials – 7:20
- L.A. Special – 5:10
- Slideshow – 2:42
- The Backstage Rider – 2:45

DVD ROM
- "Overkill" High Definition Track
- "Life’s a Bitch" - Realtone csengőhang
- L.A. slideshow
- Motörhead háttérképek
- Diszkográfia